# Arvsläktet
Arvsläktet eller arvar (Cerastium) är ett släkte inom familjen nejlikväxter. Släktet innefattar 191 arter.
Även andra nejlikväxter kallas ibland för -arv, däribland sprödarvssläktet (Myosoton), fågelarvssläktet (Holosteum) och saltarvssläktet (Honckenya). Dessa är räknas dock som självständiga släkten.

## Arter
Dottertaxa till Arvar, i alfabetisk ordning:

- Cerastium afromontanum
- Cerastium aleuticum
- Cerastium alexeenkoanum
- Cerastium alpinum - Fjällarv
- Cerastium alsinifolium
- Cerastium amanum
- Cerastium andinum
- Cerastium annae
- Cerastium arabidis
- Cerastium araraticum
- Cerastium arcticum - Snöarv
- Cerastium argenteum
- Cerastium argentinum
- Cerastium arvense - Fältarv
- Cerastium atlanticum
- Cerastium axillare
- Cerastium azerbaijanicum
- Cerastium baischanense
- Cerastium ballsii
- Cerastium banaticum
- Cerastium barberi
- Cerastium beeringianum
- Cerastium behmianum
- Cerastium bialynickii
- Cerastium biebersteinii
- Cerastium borisii
- Cerastium brachypetalum - Raggarv
- Cerastium brachypodum
- Cerastium brevicarpicum
- Cerastium candicans
- Cerastium candidissimum
- Cerastium capense
- Cerastium capillatum
- Cerastium carinthiacum
- Cerastium cephalanthum
- Cerastium cerastoides - Lapparv
- Cerastium chlorifolium
- Cerastium comatum
- Cerastium commersonianum
- Cerastium coreanum
- Cerastium crassipes
- Cerastium crassiusculum
- Cerastium cuatrecasasii
- Cerastium cuchumatanense
- Cerastium dagestanicum
- Cerastium danguyi
- Cerastium davuricum
- Cerastium decalvans
- Cerastium deschatresii
- Cerastium dichotomum
- Cerastium dicrotrichum
- Cerastium diffusum - Västkustarv
- Cerastium dinaricum
- Cerastium dominici
- Cerastium dubium
- Cerastium fasciculatum
- Cerastium fischerianum
- Cerastium flavescens
- Cerastium floccosum
- Cerastium fontanum - Hönsarv
- Cerastium fragillimum
- Cerastium furcatum
- Cerastium gibraltaricum
- Cerastium glomeratum - Knipparv
- Cerastium glutinosum - Klibbarv
- Cerastium gnaphalodes
- Cerastium gracile
- Cerastium grandiflorum
- Cerastium guatemalense
- Cerastium haussknechtii
- Cerastium hieronymi
- Cerastium hintoniorum
- Cerastium holosteoides
- Cerastium humifusum
- Cerastium illyricum
- Cerastium imbricatum
- Cerastium inflatum
- Cerastium julicum
- Cerastium junceum
- Cerastium juniperorum
- Cerastium kasbek
- Cerastium kotschyi
- Cerastium kunthii
- Cerastium lacaitae
- Cerastium lanceolatum
- Cerastium latifolium
- Cerastium lazicum
- Cerastium ligusticum
- Cerastium limprichtii
- Cerastium lineare
- Cerastium lithospermifolium
- Cerastium longifolium
- Cerastium macranthum
- Cerastium macrocalyx
- Cerastium macrocarpum
- Cerastium madrense
- Cerastium malyi
- Cerastium maximum
- Cerastium meridense
- Cerastium microspermum
- Cerastium moesiacum
- Cerastium mollissimum
- Cerastium morrisonense
- Cerastium mucronatum
- Cerastium multiflorum
- Cerastium nanum
- Cerastium nemorale
- Cerastium neoscardicum
- Cerastium novoguinense
- Cerastium nutans
- Cerastium octandrum
- Cerastium odessanum
- Cerastium oreades
- Cerastium orithales
- Cerastium papuanum
- Cerastium parvipetalum
- Cerastium pauciflorum
- Cerastium pedunculare
- Cerastium pedunculatum
- Cerastium perfoliatum
- Cerastium persicum
- Cerastium peruvianum
- Cerastium pisidicum
- Cerastium polymorphum
- Cerastium pospichalii
- Cerastium pumilum - Alvararv  (Östkustarv)
- Cerastium purpurascens
- Cerastium purpusii
- Cerastium pusillum
- Cerastium pyrenaicum
- Cerastium qingliangfengicum
- Cerastium racemosum
- Cerastium ramigerum
- Cerastium rectum
- Cerastium regelii
- Cerastium rivulare
- Cerastium rivulariastrum
- Cerastium ruderale
- Cerastium runemarkii
- Cerastium saccardoanum
- Cerastium scaposum
- Cerastium scaranii
- Cerastium schischkinii
- Cerastium schizopetalum
- Cerastium semidecandrum - Vårarv
- Cerastium siculum
- Cerastium sinaloense
- Cerastium smolikanum
- Cerastium soleirolii
- Cerastium soratense
- Cerastium sordidum
- Cerastium stenopetalum
- Cerastium subciliatum
- Cerastium subpilosum
- Cerastium subspicatum
- Cerastium subtriflorum
- Cerastium supramontanum
- Cerastium svanicum
- Cerastium sventenii
- Cerastium sylvaticum
- Cerastium szechuense
- Cerastium szowitsii
- Cerastium takasagomontanum
- Cerastium taschkendicum
- Cerastium terrae-novae
- Cerastium texanum
- Cerastium theophrasti
- Cerastium thomasii
- Cerastium thomsonii
- Cerastium tianschanicum
- Cerastium tolucense
- Cerastium tomentosum - Silverarv
- Cerastium transsilvanicum
- Cerastium trianae
- Cerastium trichocalyx
- Cerastium tucumanense
- Cerastium undulatifolium
- Cerastium uniflorum
- Cerastium utriense
- Cerastium vagans
- Cerastium velutinum
- Cerastium venezuelanum
- Cerastium verecundum
- Cerastium verticifolium
- Cerastium wilhelmianum
- Cerastium wilsonii
- Cerastium viride
- Cerastium viscatum
- Cerastium vourinense
- Cerastium vulcanicum
- Cerastium zhiguliense